# Vásquez
Vásquez ist ein ursprünglich patronymisch gebildeter spanischer Familienname mit der Bedeutung „Sohn des Vasco“. Außerhalb des spanischen Sprachraums tritt vereinzelt auch die Form Vasquez auf. Eine Variante des Namens ist Vázquez.

## Namensträger
- Alberto Membreño Vásquez (1859–1921), honduranischer Politiker, Präsident 1915
- Alfredo Vásquez (* 1960), salvadorianischer Fußballspieler
- Alfredo Vásquez Rivera (* 1965), guatemaltekischer Diplomat
- Aline Vasquez-Keller (* 1981), deutsch-israelische Schauspielerin
- Andrés Vásquez (* 1987), schwedischer Fußballspieler
- Attilio Vásquez (* 1959), argentinischer Kanute
- Aurelio Vásquez (1942–2019), chilenischer Fußballspieler
- Byron Vásquez (* 2000), chilenischer Fußballspieler
- Carl Vasquez-Pinas von Löwenthal (1798–1861), österreichischer Kartograf
- Carlos Vásquez (Sportfunktionär) († 2009), panamaischer Sportfunktionär
- Carlos Vásquez (Basketballspieler) (1942–1984), peruanischer Basketballspieler
- Carlos Vásquez (Fußballspieler, 1950) (* 1950), chilenischer Fußballspieler
- Carlos Vásquez (Fußballspieler, 1962) (* 1962), uruguayischer Fußballspieler
- Carlos Vásquez (Taekwondoin) (* 1982), venezolanischer Taekwondoin
- Cédric Vásquez, peruanischer Fußballspieler
- Celia Vasquez Yui (* 1960), peruanische Keramikerin
- César Vásquez (1902–??), argentinischer Wasserballspieler
- Davey Vasquez (* 1948), US-amerikanischer Boxer
- Diego Vásquez (Schauspieler) (* 1964), kolumbianischer Schauspieler
- Diego Vásquez (Fußballspieler) (* 1971), argentinischer Fußballspieler und -trainer
- Domingo Vásquez (1846–1909), honduranischer Politiker, Präsident 1893 bis 1894
- Edmundo Vásquez (* 1938), chilenischer Komponist
- Edwin Vásquez (1922–1993), peruanischer Sportschütze
- Edy Vásquez (1983–2007), honduranischer Fußballspieler
- Eladio Vásquez (* 1950), kolumbianischer Fußballspieler
- Elías Vásquez (* 1992), guatemaltekischer Fußballspieler
- Emigdio Vasquez (1939–2014), US-amerikanischer Künstler
- Erasmo Vásquez, chilenischer Fußballspieler
- Éric Vásquez (* 1988), panamaischer Fußballspieler
- Fernando Vásquez (Politiker) (* 1962), bolivianischer Ingenieur und Politiker
- Fernando Vásquez (Tennisspieler) (* 1970), spanischer Tennisspieler
- Fernando Vásquez (Leichtathlet) (* 1971), spanischer Geher
- Fernando Vásquez (Fußballspieler, 1994) (* 1994), chilenischer Fußballspieler
- Fernando Vásquez (Fußballspieler, 1999) (* 1999), mexikanischer Fußballspieler
- Flor Vásquez (* 1977), dominikanische Kugelstoßerin
- Francisco Vásquez de Coronado (1510–1554), spanischer Konquistador
- Franklin Vásquez (* 1982), dominikanischer Fußballspieler
- Gabe Vasquez (Gabriel Vasquez; * 1984), US-amerikanischer Politiker
- Gabriel Vásquez (Bellomontanus; 1549–1604), spanischer Theologe
- Galo Vásquez (* 1957), ecuadorianischer Fußballspieler
- Gerson Vásquez (* 1979), honduranischer Fußballspieler
- Gonzalo de Villa y Vásquez (* 1954), spanischer Ordensgeistlicher, Erzbischof von Santiago de Guatemala
- Greivis Vásquez (* 1987), venezolanischer Basketballspieler
- Herder Vásquez (* 1967), kolumbianischer Langstreckenläufer
- Horacio Vásquez (1860–1936), dominikanischer Politiker, Präsident zwischen 1899 und 1930
- Ignacio Vásquez (* 1998), dominikanischer Ruderer
- Jacinto Vásquez Ochoa (1909–1980), kolumbianischer römisch-katholischer Geistlicher, Bischof von Espinal
- Jaime Vásquez (Fußballspieler, 1929) (1929–2015), chilenischer Fußballspieler
- Jaime Vásquez (Fußballspieler, 1992) (* 1992), peruanischer Fußballspieler
- Jesús Vásquez (1920–2010), peruanische Sängerin
- Jhonen Vasquez (* 1974), US-amerikanischer Comiczeichner
- Joe Steve Vásquez (* 1957), US-amerikanischer Geistlicher, Erzbischof von Galveston-Houston
- Johan Vásquez, Fußballspieler (1984) (* 1984), peruanischer Fußballspieler
- Johan Vásquez (* 1998), mexikanischer Fußballspieler
- Jorge Vásquez (Fußballspieler, 1922) (1922–2017), chilenischer Fußballspieler
- Jorge Vásquez (Fußballspieler, 1945) (* 1945), salvadorianischer Fußballspieler
- José Eugenio Vásquez (* 1979), dominikanischer Judoka
- José Luis Vásquez (* 1947), mexikanischer Wasserballspieler
- José Maclovio Vásquez Silos (1918–1990), mexikanischer Geistlicher, Bischof von Autlán
- Juan Vásquez (um 1500–nach 1560), spanischer Komponist, Kantor und Priester
- Juan Gabriel Vásquez (* 1973), kolumbianischer Schriftsteller
- Julián Vásquez (* 1972), kolumbianischer Fußballspieler
- Julio Antonio Vásquez (1897–1976), chilenischer Bildhauer
- Julio César Vásquez (* 1966), argentinischer Boxer
- Junior Vasquez (* 1949), US-amerikanischer DJ, Musikproduzent, Songwriter, Sounddesigner
- Leslie Vásquez (* 1987), chilenische Fußballschiedsrichterassistentin
- Louis Vasquez (* 1987), US-amerikanischer American-Football-Spieler
- Lucho Vásquez (* 2003), kolumbianischer Fußballspieler
- Lucio Vásquez (* 1973), peruanischer Ringer
- Luis Vásquez (Fußballspieler, 1976) (Luis Humberto Vásquez Barrios, * 1976), chilenischer Fußballspieler
- Luis Vásquez (Fußballspieler, 1983) (* 1983), dominikanischer Fußballspieler
- Luis Vasquez (Footballspieler) (Luis Guillermo Vasquez, * 1986), US-amerikanischer Footballspieler
- Luis Vásquez (Fußballspieler, 1996) (Luis Erney Vásquez Caicedo, * 1996), kolumbianischer Fußballspieler
- Luis Vásquez (Fußballspieler, I), ecuadorianischer Fußballspieler
- Manuel Fernando Vásquez de Novoa y López de Artigas (1783–1855), chilenischer Politiker
- Marcelo Vásquez (* 1971), argentinischer Biathlet
- Martin Vasquez (* 1963), US-amerikanischer Fußballspieler und -trainer
- Martín Vásquez (* 1974), peruanischer Fußballspieler
- Melba J. T. Vasquez (* 1951), US-amerikanische Psychologin
- Mirtha Vásquez (Mirtha Esther Vásquez Chuquilin; * 1975), peruanische Politikerin und Rechtsanwältin
- Nelson Vásquez (* 1948), chilenischer Fußballspieler
- Noel Vásquez (* 1976), venezolanischer Radrennfahrer
- Orlando Vásquez (* 1969), nicaraguanischer Gewichtheber
- Óscar Vásquez, eigentlicher Name von Magno (Wrestler) (* 1984), mexikanischer Wrestler
- Óscar Vásquez (Ruderer) (Óscar Mauricio Vásquez Ochoa; * 1986), chilenischer Ruderer
- Óscar Vásquez (Fußballspieler, 1988) (Óscar Ovidio Vásquez Pineda; * 1988), guatemaltekischer Fußballspieler
- Óscar Vásquez (Fußballspieler, 1999) (Óscar Gerardo Vásquez Ginocchio; * 1999), peruanischer Fußballspieler

- Pamela Vásquez (* 1981), honduranische Schwimmerin
- Pedro Vásquez (Fußballspieler, 1942) (* 1942), kolumbianischer Fußballspieler
- Pedro Vásquez (Fußballspieler, 1972) (* 1972), salvadorianischer Fußballspieler
- Pepe Vásquez (1961–2014), peruanischer Musiker
- Pilar Vásquez (* 1963), peruanische Tennisspielerin
- Racquel Vasquez (* 1970 oder 1971), US-amerikanische Politikerin, Bürgermeisterin von Lemon Grove
- Rafael Vásquaz (Fußballspieler) (* 1973), kolumbianischer Fußballspieler
- Rafael Vásquez (* 1994), venezolanischer Sprinter
- Roberto Vásquez (Botaniker) (Roberto Vásquez Chávez; 1941–2015), bolivianischer Botaniker
- Roberto Vásquez (Boxer) (* 1983), panamaischer Boxer
- Rodrigo Vásquez (* 1969), chilenischer Schachspieler
- Ronaldo Vásquez (* 1999), dominikanischer Fußballspieler
- Rosa Elena Vásquez (Chalena Vásquez; 1950–2016), peruanische Musikwissenschaftlerin
- Sandra Vásquez de la Horra (* 1967), chilenische Künstlerin
- Serafín Vásquez Elizalde (1922–2009), mexikanischer Geistlicher, Bischof von Ciudad Guzmán
- Sergio Vásquez (* 1947), mexikanischer Ruderer
- Silvia Barrera Vásquez (* 1975), peruanische Politikerin
- Styven Vásquez (* 2002), salvadorianischer Fußballspieler
- Teodora del Carmen Vásquez (* 1986), elsalvadorianische Bürgerrechtlerin
- Ulises Vásquez (1892–1949), chilenischer Maler
- Waldner Vàsquez (* 2002), nicaraguanischer Fußballspieler
- Wilder Alberto Vásquez Saldaña (* 1974), peruanischer Ordensgeistlicher, Prälat von Chuquibambilla
- Wilmer Vásquez (* 1981), venezolanischer Radrennfahrer
- Wilmer José Vásquez (* 1981), venezolanischer Boxer
- Ximena Vásquez (* 2007), peruanische Sprinterin

## Sonstiges
- Vásquez (Buenos Aires), Ort in der argentinischen Provinz Buenos Aires